# Sandnes (Rogaland)
Sandnes is een gemeente in de Noorse provincie Rogaland.
Sandnes ligt 15 km ten zuiden van Stavanger. Het grenst in het westen aan Sola, in het zuiden aan Klepp en Time en in het oosten aan Gjesdal en Forsand. Het ligt aan het Gandsfjord en het dal Ganddalen.
Net als Stavanger groeit Sandnes explosief sinds het aanwijzen van Stavanger als centrum voor de Noorse oliewinning. De gemeente telde in 2005 57.618 inwoners, in januari 2025 waren dat er 84.908. Per 1 januari 2020 werd Sandnes uitgebreid met de voormalige gemeente Forsand, wat slechts een zeer gering deel van de groei verklaart.

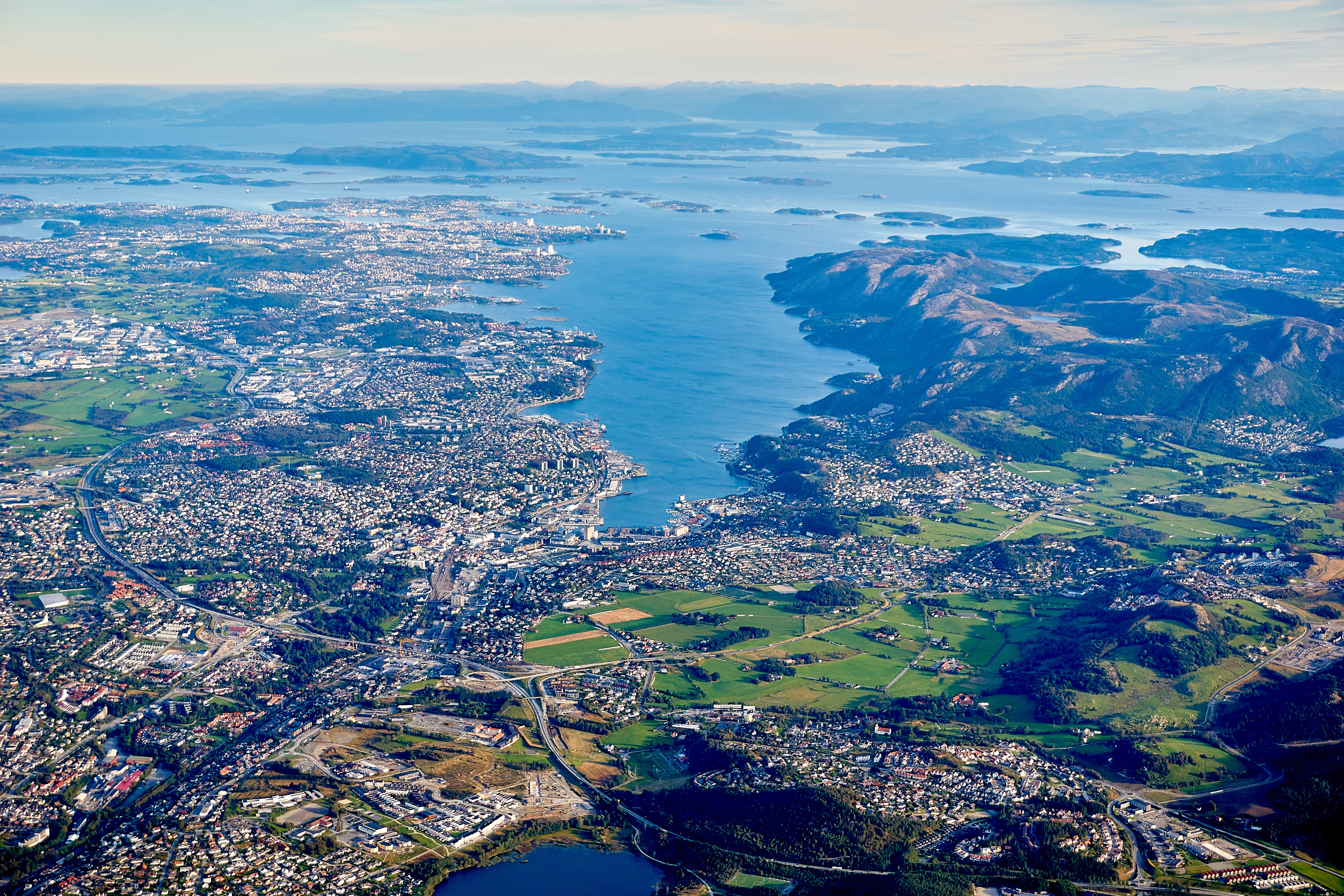
Sandnes

## Plaatsen in de gemeente
- Høle
- Hommersåk
- Sandnes
- Sviland

## Geboren
- Filip Ingebrigtsen (1993), atleet
- Jakob Ingebrigtsen (2000), atleet

Bjerkreim · Bokn · Eigersund · Gjesdal · Hå · Haugesund · Hjelmeland · Karmøy · Klepp · Kvitsøy · Lund · Randaberg · Sandnes · Sauda · Sokndal · Sola · Stavanger · Strand · Suldal · Time · Tysvær · Utsira · Vindafjord

Fylker van Noorwegen